# Tiamat Sulcus
Tiamat Sulcus ist eine Region (Sulcus) auf dem Jupitermond Ganymed. Sie wird von Kishar Sulcus, der von Osten nach Westen tendiert, in zwei Teile geteilt. Im Süden ist Tiamat breiter als im Norden, was bedeutet, dass unterhalb Kishar eine größere Ausdehnung durch geologische Prozesse stattgefunden haben muss. Die Region ist nach der babylonischen Göttin Tiamat benannt.